# Мастерская (театр)
Санкт-Петербургский театр «Мастерская» — профессиональный драматический театр под руководством Григория Козлова, основанный в 2010 году на базе актёрско-режиссёрского курса Санкт-Петербургской государственной академии театрального искусства (СПбГАТИ).

## История
В 2010 году театральная общественность приложила усилия, чтобы сберечь выпуск из театральной академии Григория Михайловича Козлова. Вскоре нашелся инициативный молодой человек, готовый взять на себя заботу по организационной части – М.Н. Барсегов. Еще до начала выпуска из академии письмо, подписанное деятелями культуры и искусства, было передано в ЗАКС и Комитет по культуре, в нём властей города просили сохранить курс Григория Михайловича в полном составе и дать разрешение на открытие театра.
На фестивале «Pecha Kucha» М.Н. Барсегов и М.Ю. Дмитревская представили проект будущего театра и выиграли по итогам голосования приз зрительских симпатий. Получая дипломы, актёры уже знали, что театру суждено быть.
Днём рождения «Мастерской» считается дата первого выхода «козлят» на сцену в качестве выпускников академии и новоиспеченных служащих театра – 23 сентября 2010 года (спектакль «Старший сын» на малой сцене БДТ).
Изначально в труппе театра было 24 человека, а репертуар состоял из 10 спектаклей. Путешествовала «Мастерская» по площадкам города чуть больше месяца и позже переехала на Народную улицу,1 в бывшее здание театра «Буфф». Под эгидой «Открытой сцены» пока ещё негосударственный театр ютился около года.
Популярность спектаклей «Мастерской» возрастала, а, следовательно, требовалось увеличивать репертуар театра, поэтому наряду с новыми постановками со сцены Театра на Моховой были перенесены еще студенческие работы, а также восстанавливались спектакли курсов, прежде выпустившихся у Григория Михайловича («Наш Авлабар», «Пенелопа»). Позже, в 2012 году, правительство Санкт-Петербурга отдало «Мастерской» площадку «Открытой сцены» в полноправное владение, и с тех пор в наименовании театра появилось добавочное слово государственный.
Помимо открытия театра в 2010 году произошло еще одно событие: Григорий Михайлович набрал новый курс, актёры которого через 4 года пополнили ряды труппы «Мастерской».
«Мастерская» росла и развивалась очень быстро. Со временем штат театра приумножался: помимо прибавления в актёрском составе, разрослись и другие службы театра (появились производственные цеха, был организован административный аппарат). А вместе с этим в репертуаре театра возникало всё больше и больше названий, режиссерских имён, фамилий драматургов и названий произведений, участились гастроли и поездки на фестивали.

## Художественный руководитель
Художественный руководитель театра — Григорий Михайлович Козлов, режиссёр, профессор СПбГАТИ, заслуженный деятель искусств России, лауреат государственной премии России.

## Репертуар
| Спектакль                                                                                              | Постановка                                         | Премьера   |
| --- | -------------------------------------------------- | ---------- |
| «Старший сын» по пьесе Александра Вампилова                                                            | Григорий Козлов                                    | 23.09.2010 |
| «Кроткая» по повести Федора Достоевского                                                               | Андрей Гаврюшкин                                   | 25.09.2010 |
| «У ковчега в восемь» по пьесе Ульриха Хуба                                                             | Екатерина Гороховская                              | 14.10.2010 |
| «Облако в штанах» по поэме Владимира Маяковского                                                       | Иван Стрелкин                                      | 19.10.2010 |
| «Идиот. Возвращение» по роману Фёдора Достоевского «Идиот»                                             | Григорий Козлов                                    | 06.11.2010 |
| «Уравнение с двумя или казнь» по произведениям Людмилы Петрушевской                                    | Полина Неведомская                                 | 25.11.2010 |
| «Грёзы любви, или Женитьба Бальзаминова» по пьесе Александра Островского                               | Григорий Козлов                                    | 25.12.2010 |
| «После Чехова» по пьесе Брайана Фрила «После занавеса»                                                 | Людмила Манонина                                   | 19.01.2011 |
| «Пенелопа» по рассказу Андрея Битова                                                                   | Григорий Козлов                                    | 19.01.2011 |
| «Фандо и Лис» по пьесе Фернандо Аррабаля                                                               | Рикардо Марин                                      | 22.05.2011 |
| «Зори здесь тихие» по мотивам повести Бориса Васильева                                                 | Полина Неведомская                                 | 02.09.2011 |
| «Два вечера в весёлом доме» Вячеслава Вербина по повести Александра Куприна «Яма»                      | Григорий Козлов                                    | 01.10.2011 |
| «Жили-были…» по пьесе Семёна Кирова «Папка!»                                                           | Людмила Манонина                                   | 13.10.2011 |
| «Бременские музыканты» по мотивам сказки братьев Гримм и культового мультфильма                        | Екатерина Гороховская                              | 24.03.2012 |
| «Наш Авлабар» по пьесе Авксентия Цагарели                                                              | Александр Кладько                                  | 07.09.2012 |
| «Кошкин дом» по мотивам сказки Самуила Маршака                                                         | Полина Неведомская                                 | 21.10.2012 |
| «Эти свободные бабочки» по пьесе Леонарда Герша                                                        | Иван Стрелкин                                      | 29.01.2013 |
| «Москва — Петушки» по поэме Венедикта Ерофеева                                                         | Григорий Козлов, Евгений Перевалов, Алёна Артёмова | 13.02.2013 |
| «Тихий Дон» по роману Михаила Шолохова                                                                 | Григорий Козлов                                    | 18.05.2013 |
| «Диалоги по поводу американского джаза» по пьесе Елены Ерпылевой                                       | Анна Зумер                                         | 30.05.2013 |
| «Дни Турбиных» по пьесе Михаила Булгакова                                                              | Григорий Козлов                                    | 01.11.2013 |
| «Вспоминая моих несчастных шлюх» по повести Габриэль Гарсиа Маркеса                                    | Екатерина Гороховская                              | 16.01.2014 |
| «Однажды в Эльсиноре. Гамлет» по трагедии Уильяма Шекспира                                             | Роман Габриа                                       | 18.04.2014 |
| «Сказка о рыбаке, его жене и рыбке» по сказке братьев Гримм                                            | Лариса Маркина                                     | 30.08.2014 |
| «Том Сойер» по роману Марка Твена                                                                      | Галина Бызгу                                       | 14.11.2014 |
| «Малыш и Карлсон» по повести Астрид Линдгрен                                                           | Галина Бызгу                                       | 21.12.2014 |
| «Братья Карамазовы» по роману Фёдора Достоевского                                                      | Григорий Козлов                                    | 25.01.2015 |
| «Я не видел войны» по воспоминаниям и письмам студентов и педагогов ЛГИТМиК                            | Федор Климов                                       | 08.05.2015 |
| «Любовь и Ленин» по пьесе Романа Габриа                                                                | Роман Габриа                                       | 19.06.2015 |
| «Иван и Черт» по главам романа "Братья Карамазовы" Федора Достоевского                                 | Андрей Горбатый                                    | 26.08.2015 |
| «Молодая гвардия» по роману Александра Фадеева                                                         | Максим Диденко, Дмитрий Егоров                     | 16.10.2015 |
| «Носороги» по пьесе Эжена Ионеско                                                                      | Александр Кладько                                  | 25.12.2015 |
| «Письмовник» по роману Михаила Шишкина                                                                 | Наталия Лапина                                     | 28.12.2015 |
| «Записки юного врача» по ранним рассказам Михаила Булгакова                                            | Григорий Козлов                                    | 13.04.2016 |
| «Чайка. Сюжет для небольшого рассказа» по пьесе Антона Чехова                                          | Максим Фомин                                       | 23.10.2016 |
| «Любовные письма» по пьесе Альберта Гурнея                                                             | Екатерина Гороховская                              | 03.11.2016 |
| «Турандот» по пьесе Карло Гоцци                                                                        | Галина Бызгу                                       | 13.12.2016 |
| «Тартюф» по пьесе Мольера                                                                              | Григорий Козлов                                    | 24.12.2016 |
| «Преступление и наказание. Девять дней Родиона Романовича Раскольникова» по роману Фёдора Достоевского | Андрей Гаврюшкин                                   | 09.02.2017 |
| «Линии и повороты»                                                                                     | Евгений Ибрагимов                                  | 04.03.2017 |
| «Живи и помни»                                                                                         | Григорий Козлов                                    | 29.08.2017 |
| «Мастер и Маргарита»                                                                                   | Григорий Козлов                                    | 19.10.2017 |
| «Космическая одиссея майора Пронина»                                                                   | Роман Габриа                                       | 27.10.2017 |
| «Счастье моё»                                                                                          | Андрей Горбатый                                    | 11.12.2017 |
| «Жёны»                                                                                                 | Мария Романова                                     | 19.01.2018 |
| «Прошлым летом в Чулимске»                                                                             | Григорий Козлов                                    | 06.03.2018 |
| «Нараяма»                                                                                              | Михаил Черняк                                      | 17.05.2018 |
| «Оборванец»                                                                                            | Тимур Насиров                                      | 21.06.2018 |
| «Волшебник изумрудного города»                                                                         | Галина Бызгу                                       | 17.11.2018 |
| «Довлатов P.P.S.»                                                                                      | Алла Зимина                                        | 17.12.2018 |
| «Винни-Пух и все-все-все»                                                                              | Галина Бызгу                                       | 24.12.2018 |
| «Сирано де Бержерак»                                                                                   | Александр Баргман                                  | 05.10.2019 |
| «В рыбачьей лодке»                                                                                     | Роман Габриа                                       | 14.11.2019 |
| «Жирная свинья»                                                                                        | Максим Блинов                                      | 15.11.2019 |
| «Анна Каренина»                                                                                        | Алексей Янковский                                  | 14.02.2020 |
| «Руслан и Людмила»                                                                                     | Андрей Горбатый мл.                                | 28.09.2020 |
| «Кентервильское привидение»                                                                            | Екатерина Гороховская                              | 05.12.2020 |
| "Ромео и Джульетта"                                                                                    | Григорий Козлов                                    | 24.12.2020 |
| "Сны Галатеи"                                                                                          | Андрей Гаврюшкин                                   | 25.03.2021 |
| "Три сестры. Игра в солдатики"                                                                         | Марина Солопченко                                  | 17.04.2021 |
| "Щелкунчик" по сказке Гофмана                                                                          | Максим Студеновский, Владимир Карпов               | 24.12.2021 |
| "Антигона" по трагедии Софокла                                                                         | Григорий Козлов, Максим Фомин                      | 06.09.2022 |

## Труппа

### Режиссёры
- Галина Бызгу
- Роман Габриа
- Андрей Гаврюшкин
- Екатерина Гороховская
- Григорий Козлов
- Рикардо Марин
- Лариса Маркина
- Людмила Манонина
- Полина Неведомская
- Иван Стрелкин

### Артисты
- Олег Абалян
- Сергей Агафонов
- Андрей Аладьин
- Сергей Алимпиев
- Анна Арефьева
- Алёна Артёмова
- Ольга Афанасьева
- Дмитрий Белякин
- Максим Блинов
- Илья Борисов
- Яна Бушина
- Мария Валешная
- Алексей Ведерников
- Полина Воробьёва
- Георгий Воронин
- Андрей Гаврюшкин
- Радик Галиуллин
- Андрей Горбатый
- Иван Григорьев
- Константин Гришанов
- Марина Даминева
- Алла Данишевская
- Андрей Дидик
- Андрей Емельянов
- Дмитрий Житков
- Сергей Интяков
- Софья Карабулина
- Ольга Каратеева
- Владимир Карпов
- Михаил Касапов
- Игорь Клычков
- Владимир Кочуров
- Николай Куглянт
- Валентин Кузнецов
- Кирилл Кузнецов
- Вера Латышева
- Арина Лыкова
- Александра Мареева
- Рикардо Марин
- Алина Марфина
- Антон Момот
- Ксения Морозова
- Мария Мясникова
- Евгений Перевалов
- Мария Поликарпова
- Полина Приходько
- Есения Раевская
- Мария Русских
- Арсений Семёнов
- Полина Сидихина
- Мария Срогович
- Максим Студеновский
- Роберт Студеновский
- Гавриил Федотов
- Ирина Цыплухина
- Илья Шорохов
- Наталия Шулина
- Евгений Шумейко
- Василий Щипицын
- Кристина Бойцова
- Юлия Вибе
- Фома Бызгу
- Антон Горчаков
- Ричард Ардашин
- Кирилл Гордлеев
- Артур Гросс
- Дарья Завьялова
- Никита Капралов
- Глеб Савчук
- Мария Столярова
- Виктория Троицкая
- Симон Эвальд
- Михаил Гаврилов
- Юрий Насонов
- Гиорги Голошвили
- Илья Колецкий
- Анастасия Стебнева
- Кристина Куца
- Анастасия Ермак
- Леван Цискадзе
- Сергей Паньков
- Дарья Соловьева
- Дмитрий Миков

## Участие в фестивалях и награды
Театр — лауреат и участник международных и всероссийских фестивалей:
БРАТЬЯ КАРАМАЗОВЫ
Приз Санкт-Петербургского общества зрителей «Театрал»
Благодарственная грамота Губернатора Санкт-Петербурга – Григорий Козлов
БРЕМЕНСКИЕ МУЗЫКАНТЫ
Участник театрального фестиваля «Сказка» в странах Балтии (Нарва, Эстония)
 ГРЕЗЫ ЛЮБВИ, ИЛИ ЖЕНИТЬБА БАЛЬЗАМИНОВА
 «Лучший молодой актёр» XI международного театрального форума «М@rt. Контакт» – Максим Студеновский
Участник Международных театральных фестивалей «Петербургский театральный сезон» (Марсель), «Петербургский театральный сезон» (Тбилиси), «М@rt. Контакт» (Могилев, Беларусь)
ДИАЛОГИ ПО ПОВОДУ АМЕРИКАНСКОГО ДЖАЗА
Лауреат фестиваля «МОНОfest» (Пермь)
Участник фестиваля "SOLO" (Москва)
ДНИ ТУРБИНЫХ
Лауреат международного театрального фестиваля «Голоса истории» (Вологда)
ЗАПИСКИ ЮНОГО ВРАЧА
Специальный приз экспертного совета Высшей театральной премии Санкт-Петербурга «Золотой софит»
Гран-при XI международного фестиваля моноспектаклей «Монокль»
Санкт-Петербургская независимая театральная премия для молодых «Прорыв» – Максим Блинов
Молодежная премия Правительства Санкт-Петербурга в области художественного творчества – Максим Блинов
Приз Санкт-Петербургского общества зрителей «Театрал»
Участник международного театрального фестиваля моноспектаклей "SOLO" (Москва), Всероссийского Пушкинского театрального фестиваля (Псков), Национального  российского театрального фестиваля «Золотая Маска» (Москва)
ИВАН И ЧЕРТ
Участник XXIII Всероссийского Пушкинского театрального фестиваля (Псков), программы «Золотая Маска» в городе» фестиваля «Золотая Маска» (Москва)
ИДИОТ
Гран-при XVI фестиваля новых театров, новой режиссуры, новой драматургии и театральных инициатив «Рождественский парад».
Лучшая женская роль на XVI фестивале новых театров, новой режиссуры, новой драматургии и театральных инициатив «Рождественский парад» – Александра Мареева
Гран-при Молодежного жюри на фестивале «М@rtКонтакт» (Могилев, Беларусь)
Независимая актерская премия им.В.И.Стржельчика – Евгений Перевалов, Максим Студеновский, Евгений Шумейко 
Участник Всероссийских фестивалей «Реальный театр» (Екатеринбург), «Золотая Маска» (Москва), Международных театральных фестивалей «М@rtКонтакт» (Могилев, Беларусь), Tbilisi International (Тбилиси, Грузия), «Радуга» (Санкт-Петербург), «Санкт-Петербург – Авиньон. Петербургские сезоны-2016» (Авиньон, Франция)
КРОТКАЯ
Приз «За актёрскую работу» на Фестивале спектаклей по произведениям Ф.М.Достоевского в Старой Руссе
Участник фестиваля «АртОкраина» (Санкт-Петербург), Международного фестиваля камерных спектаклей по произведениям Ф.М.Достоевского (Старая Русса)
ЛЮБОВЬ И ЛЕНИН
Специальный приз Санкт-Петербургской независимой театральной премии для молодых «Прорыв» – Ксения Морозова
МАЛЫШ И КАРЛСОН
Лауреат XXV фестиваля «Театры Санкт-Петербурга – детям»: Галина Бызгу – за постановку спектакля «Малыш и Карлсон», Андрей Емельянов и Георгий Воронин за дуэт в спектакле «Малыш и Карлсон»
Участник программы «Детский Weekend» фестиваля «Золотая маска» (Москва)
МОЛОДАЯ ГВАРДИЯ
Участник программы «Маска плюс» фестиваля «Золотая Маска» (Москва), Национального театрального фестиваля «Золотая Маска» (Москва)
Независимая театральная премия для молодых «Прорыв» – Дмитрий Егоров, Константин Гришанов
МОСКВА-ПЕТУШКИ
Специальный приз Санкт-Петербургской независимой театральной премии для молодых «Прорыв» – Евгений Перевалов
НАШ АВЛАБАР
Лауреат Независимой театральной премии «Бронзовый лев Петербурга»
Участник IV Международного фестиваля «Театральный остров» (Санкт-Петербург)
ПИСЬМОВНИК
Лонг-лист Национальной театральной премии и фестиваля «Золотая маска»
Участник XIII Всероссийского театрального фестиваля «Пять вечеров» им. А.М. Володина
Приз Санкт-Петербургского общества зрителей «Театрал» – Александра Мареева
ОДНАЖДЫ В ЭЛЬСИНОРЕ. ГАМЛЕТ
Участник Международного шекспировского театрального фестиваля (Ереван, Армения)
СТАРШИЙ СЫН
Приз зрительских симпатий XXI Международного театрального фестиваля «Балтийский дом»
Санкт-петербургская независимая театральная премия для молодых «Прорыв» – Евгений Шумейко
Участник Всероссийских театральных фестивалей «Будущее театральной России» (Ярославль), «Реальный театр» (Екатеринбург), «ПоМост» (Новокуйбышевск), Международных театральных фестивалей «Твой шанс» (Москва), «Молодой театр» (Петрозаводск), Международного театрального фестиваля современной драматургии им.А.Вампилова (Иркутск)
ТАРТЮФ
Приз Санкт-Петербургского общества зрителей «Театрал» – Сергей Бызгу
ТИХИЙ ДОН  
Специальный приз номинационного совета Высшей театральной премии Петербурга «Золотой софит»
Специальный приз Санкт-Петербургской независимой театральной премии для молодых «Прорыв».
Спектакль – участник фестивалей «Золотая Маска» (Москва), «Прорыв» (Санкт-Петербург), «Балтийский дом» (Санкт-Петербург), «МиниФест» (Ростов-на-Дону,), Славянского форума искусств «Золотой витязь» (Москва)
Гран-при  V Славянского форума искусств «Золотой витязь»
Молодёжная премия Правительства Санкт-Петербурга в области художественного творчества
ТОМ СОЙЕР
Участник Театрального фестиваля «Сказка» (Таллин, Эстония).
У КОВЧЕГА В ВОСЕМЬ
Участник международного фестиваля в Сингапуре M1 Singapore Fringe Festival, IX Всероссийского фестиваля театрального искусства для детей «Арлекин» 
ФАНДО И ЛИС
Гран-при XVIII Международного фестиваля «Истрополитана» (Братислава, Словакия)
Я НЕ ВИДЕЛ ВОЙНЫ
Молодёжная премия Санкт-Петербурга в области художественного творчества – Фёдор Климов